# 市立病院前停留場
市立病院前停留場（日语：／ Shiritsubyoin-mae teiryūjō */?），又稱市立病院前電車站，是位於鹿兒島縣鹿兒島市上荒田町，鹿兒島市交通局（鹿兒島市電）唐湊線的電車站。車站編號為N14。

## 歷史

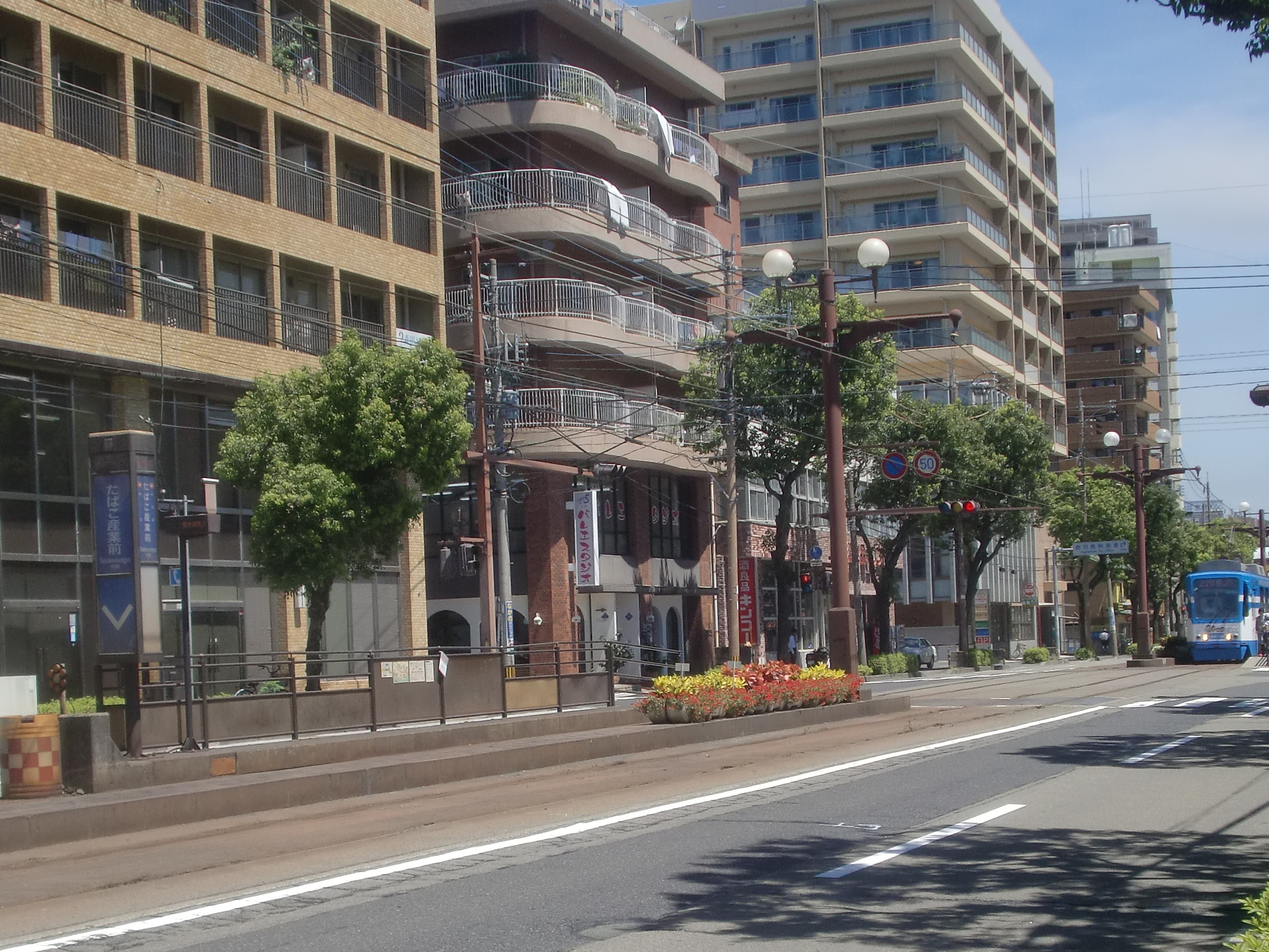
煙草產業前停留場時代

- 1952年6月1日 - 鹿兒島市交通課開設專賣公社前停留場。
- 1956年5月10日 - 改組成為鹿兒島市交通局車站。
- 1985年4月15日 - 同月1日由於日本專賣公社變成株式會社，因此電車站改名為煙草產業前停留場。
- 2015年5月1日 - 隨著市立病院遷移，電車站改名為市立病院前停留場 (第二代) [2]。

## 電車站構造
此電車站設有2面2線的相對式低地台月台。兩月台不可讓輪椅人士和電動輪椅人士上落。此站是無人車站，不可於站內購買車票。

### 運行系統
此電車站是唐湊線電車站之一。■2系統會駛入此站。

## 使用狀況
| 1日上下車人次變化 | 1日上下車人次變化 |
| 年度              | 1日平均人次       |
| ----------------- | ----------------- |
| 2011年            | 499               |
| 2012年            | 490               |
| 2013年            | 510               |
| 2014年            | 484               |
| 2015年            | 1,006             |

## 電車站周邊
- 鹿兒島市立病院（日语：鹿児島市立病院）
- 鹿兒島大學
- 鹿兒島縣立甲南高等學校

## 巴士路線
市立病院前巴士站
- 15-2號 東紫原線(經中央站)
- 26號 唐湊線

## 相鄰電車站
鹿兒島市交通局
鹿兒島市電■2系統
中洲通（N13）－市立病院前（N14）－神田（交通局前）（N15）

## 注腳
1. ↑  鹿兒島市內路面(輕軌)電車圖—鹿兒島市交通局
2. ↑  . 鹿児島市交通局.   [2015-05-11]. （原始内容存档于2015年4月3日） （日语）.
3. ↑  国土数値情報(駅別乗降客数データ)  （页面存档备份，存于）（日語） - 國土交通省，2018年12月10日參閲

## 外部連結
- 鹿兒島市交通局 （页面存档备份，存于）（日語）